# Psychoglypha mazamae
Psychoglypha mazamae là một loài Trichoptera trong họ Limnephilidae. Chúng phân bố ở miền Tân bắc.